# Абдастарт II (царь Тира)
Абдастарт II (Стратон II; «раб Астарты»; финик. ‘Abd-‘ashtart или финик. , др.-греч. Στράτων) — царь Тира в приблизительно 359—349 годы до н. э.

## Биография
Абдастарт II известен из единственного нарративного источника: труда Марка Юниана Юстина «Эпитома сочинения Помпея Трога». В нём сообщается, что около 359 года до н. э. рабы подняли в Тире восстание против правителя Ахеменидской державы Артаксеркса II. Они захватили власть в городе, убили почти всех знатных жителей, а их вдов взяли себе в жёны. Однако уже вскоре осознав, сколь трудно управлять городом в условиях беззакония, они избрали своим царём некоего Абдастарта. После же смерти этого царя на тирский престол взошёл его сын, а затем и внук.
Некоторые историки считают рассказ Марка Юниана Юстина одной из тирских легенд, предполагая, что такого восстания вообще не было. Другие высказывают мнение, что Марк Юниан Юстин ошибся, и что эти события произошли не в IV веке до н. э., а в X веке до н. э., когда в результате заговора был убит тирский царь Абдастарт I. Однако многие современные историки с полным доверием относятся к свидетельству Марка Юниана Юстина. Вслед за этим античным историком они считают, что жестокость Александра Македонского к тирцам после взятия города была вызвана, в том числе, и воспоминаниями о недавнем убийстве горожанами представителей знати.
Сохранилось несколько артефактов, приписываемых правлению Абдастарта II. Среди них печать, на которой упоминается о выплате Тиру дани городом Либнат (возможно, идентичен Телль-Абу-Хаваму) в первый год правления царя по имени Абдастарт.
Кроме рассказа Марка Юниана Юстина других достоверных свидетельств о Абдастарте II в трудах античных авторов не сохранилось. Предполагается, что Абдастарт II может быть тождественен тому неназванному по имени правителю Тира, который в 355 году до н. э. получил от Артаксеркса III часть владений царя Сидона Абдастарта I. Этого дара тирский царь удостоился в награду за верность Ахеменидам, проявленную во время мятежа, в котором участвовал сидонский монарх. Однако уже в 351 году до н. э. Тир присоединился к антиперсидскому восстанию, поднятому египетским фараоном Нектанебом II, царём Сидона Табнитом II и правителями царств Кипра. Вскоре после подавления этого мятежа тирский правитель был лишён Артаксерксом III власти, а не позднее 349 года до н. э. на сидонский престол был возведён царь Азимилк, сын или, по крайней мере, близкий родственник своего предшественника.